# イーフー・トゥアン
イーフー・トゥアン（Yi-Fu Tuan、段 義孚、1930年12月5日 - 2022年8月10日）は、中国生まれのアメリカ合衆国の地理学者。
1960年代の末から1970年代にかけて形成された、人文主義地理学の研究潮流の中核となった人物の1人である。

## 生い立ち
1930年、中国の天津市で生まれた。トゥアンは裕福な寡頭支配の一翼を担った実力者の息子で、当時の中華民国における最上層階級の一員であった。
トゥアンは、イギリスで教育を受け、ユニヴァーシティ・カレッジ・ロンドンに学んだ後、オックスフォード大学から、1951年にB.A.、1955年にM.A.を取得した。その後、トゥアンはアメリカ合衆国カリフォルニア州に移って地理学を学び続け、1957年にカリフォルニア大学バークレー校からPh.D.を取得した。

## 職歴
学位取得後、ニューメキシコ州にいたトゥアンは、1966年から1968年まで、カナダのトロント大学で教鞭を執った。その後、1968年にミネソタ大学で教授となり、人文主義地理学(humanistic geography)に焦点を当てた研究を始めた。
ミネソタ大学に14年間勤めた後、トゥアンはウィスコンシン州マディソンに移り、ウィスコンシン大学マディソン校で、1985年から1998年まで、the J.K. Wright and Vilas Professor of Geography の座を占めた。トゥアンは1986年にアメリカ科学振興協会のフェローに選出された。後に、2001年にはイギリス学士院、2002年にはアメリカ芸術科学アカデミーのフェローにも選ばれている。1987年には、アメリカ地理学協会から、カラム地理学メダルを贈られている。
その後、トゥアンはウィスコンシン大学マディソン校名誉教授となった。時折は講演の機会をもち、「親愛なる同僚へ」と書き出す公開状を書き続け、ジオソフィ(geosophy)についての新しい本を出版し続けている。近刊は、『Human Goodness』（2008年）、『Religion: From Place to Placelessness 』（2010年）である。トゥアンはウィスコンシン州マディソンに住んでいる。

## 人文主義地理学
トゥアンは人文主義地理学の提唱者とされ、人文主義地理学の成立・拡大において主要人物として挙げられる。人間と自然とのつながりに強い関心を寄せ、また人間を理解するために新たな方法論（現象学の導入など）を持ち込み、人間の心理や人間性にも着目して、人文環境の理解に努めようとした。
トゥアンはトポフィリア（場所愛）という概念を提示した。トポフィリアは、人間の場所に対する愛着のことである。一方、人間に対して恐怖感を与える場所のことをトポフォビアという。

## 「空間/場所」の定義
トゥアンは、著書『Space and Place : The Perspective of Experience』において、空間にはある場所から別の場所への運動が必要であり、同様に、場所には場所となるべき空間が必要だと述べている。したがって、このふたつの概念は相互依存的なものである。

## 主な著書

### 単著
- Tuan, Yi-Fu (1971). Man and Nature. Resource paper #10. Washington, DC.: Association of American Geographers
- Tuan, Yi-Fu (1973). The Climate of New Mexico. Santa Fe, NM: State Planning Office
- Tuan, Yi-Fu (1974). Topophilia: a study of environmental perception, attitudes, and values. Englewood Cliffs, NJ: Prentice-Hall. ISBN 0139252487
  - 単行版（訳書・著者表記、以下略）トゥアン, イーフー 著、小野有五、阿部一 訳『トポフィリア―人間と環境』せりか書房、1992年1月、446頁。ISBN 978-4796701693。
    - 文庫版（以下略）小野有五、阿部一 訳『トポフィリア—人間と環境』筑摩書房〈ちくま学芸文庫〉、2008年4月、509頁。ISBN 978-4480091413。
- Tuan, Yi-Fu (1977). Space and Place: The Perspective of Experience. Minneapolis, MN: University of Minnesota Press. ISBN 0816608083
  - 山本浩 訳『空間の経験―身体から都市へ』筑摩書房、1988年8月、360頁。ISBN 978-4480854490。オギュスタン・ベルク・日本語版解説。
    - 山本浩 訳『空間の経験―身体から都市へ』筑摩書房〈ちくま学芸文庫〉、1993年11月、424頁。ISBN 978-4480081032。
- Tuan, Yi-Fu (1979). Landscapes of Fear. New York, NY: Pantheon Books. ISBN 0394420357
  - 金利光 訳『恐怖の博物誌―人間を駆り立てるマイナスの想像力』工作舎、1991年3月、349頁。ISBN 978-4875021773。
- Tuan, Yi-Fu (1982). Segmented Worlds and Self: Group Life and Individual Consciousness. Minneapolis, MN: University of Minnesota Press. ISBN 0816611092
  - 阿部一 訳『個人空間の誕生―食卓・家屋・劇場・世界』せりか書房、1993年4月、308頁。ISBN 978-4796701747。
    - 阿部一 訳『個人空間の誕生―食卓・家屋・劇場・世界』筑摩書房〈ちくま学芸文庫〉、2018年9月、368頁。ISBN 978-4480098863。
- Tuan, Yi-Fu (1984). Dominance and Affection: The Making of Pets. New Haven, CT: Yale University Press. ISBN 0300032226
  - 片岡しのぶ、金利光 訳『愛と支配の博物誌―ペットの王宮・奇形の庭園』工作舎、1988年10月、285頁。ISBN 978-4875021476。
- Tuan, Yi-Fu (1986). The Good Life. Madison, WI: University of Wisconsin Press. ISBN 0299105407
- Tuan, Yi-Fu (1989). Morality and Imagination: Paradoxes of Progress. Madison, WI: University of Wisconsin Press. ISBN 0299120600
  - 山本浩 訳『モラリティと想像力の文化史―進歩のパラドクス』筑摩書房、1991年5月、314頁。ISBN 978-4480842190。
- Tuan, Yi-Fu (1993). Passing Strange and Wonderful: Aesthetics, Nature, and Culture. Washington, DC. ISBN 1559632097: Island Press, Shearwater Books
  - 阿部一 訳『感覚の世界―美・自然・文化』せりか書房、1994年7月、363頁。ISBN 978-4796701839。
- Tuan, Yi-Fu (1996). Cosmos and Hearth: A Cosmopolite's Viewpoint. Minneapolis, MN: University of Minnesota Press. ISBN 0816627304
  - 阿部一 訳『コスモポリタンの空間―コスモスと炉端』せりか書房、1997年10月、260頁。ISBN 978-4796702096。
- Tuan, Yi-Fu (1998). Escapism. Baltimore, MD: Johns Hopkins University Press. ISBN 0801859263
- Tuan, Yi-Fu (1999). Who am I? : An Autobiography of Emotion, Mind, and Spirit. Madison, WI: University of Wisconsin Press. ISBN 0299166600
- Tuan, Yi-Fu (2002). Dear Colleague: Common and Uncommon Observations. Minneapolis, MN: University of Minnesota Press. ISBN 0816640556
- Tuan, Yi-Fu (2004). Place, Art, and Self. Santa Fe, NM, in association with Columbia College, Chicago, IL. ISBN 1930066244: University of Virginia Press
- Tuan, Yi-Fu (2007). Coming Home to China. Minneapolis, MN: University of Minnesota Press. ISBN 0816649928
- Tuan, Yi-Fu (2008.). Human Goodness. Madison, WI. ISBN 9780299226701: University of Wisconsin Press
- Tuan, Yi-Fu (2010). Religion: From Place to Placelessness. Chicago, IL. ISBN 9781930066946: Center for American Places

### 分担執筆
- Tuan, Yi-Fu (1970). “China”. The World's Landscapes. Harlow: Longmans. ISBN 0582311535